# Чон Сонха
Чон Сонха (кор. 정성하; нар. 2 вересня 1996) — південнокорейський гітарист, що став відомим завдяки Youtube (більше 1 млрд переглядів). Вибрав для гри на гітарі один із найскладніших стилів — фінгерстайл.

## Гітари
Коли Сонха було 9 років, він придбав на свої кишенькові гроші просту і не дуже якісну класичну гітару з фанери за 60 $.
Батько Сонха був так здивований вміннями гри сина, що вирішив придбати гітару покраще — Cort Earth900. Хоча це була невилика гітара але її розмір все ще був проблемою для маленького Сонха. Cort Earth900 звучала краще, ніж перша гітара, але швидко з'явилося питання про придбання ще більш якісного інструмента.
У цей час відомий корейський виробник гітар «Selma» запропонував їм допомогу. «Selma» виготовили маленьку гітару розміру «комбо» моделі «All Spruce». Ця гітара стала третьою у Сонха. Коли австрійський гітарист Томас Леб почув, як бездоганно грає Сонха, він запросив його на свій концерт і залишив на цій гітарі автограф: «Keep on Grooving, to my friend, Thomas Leeb».
Після допомоги «Selma» гітарна компанія «Lakewood» подарувала в 2009 році Сонха нову гітару, на якій він грає і по цей день.

## Нагороди YouTube
- 1 — лідери по підписникам (за весь час) — Південна Корея
- 1 — лідери по підписникам (за весь час) — музиканти — Південна Корея
- 1 — лідери переглядів (за тиждень) — музиканти — Південна Корея
- 1 — лідери переглядів (за місяць) — музиканти — Південна Корея
- 1 — лідери переглядів (за весь час) — Південна Корея
- 1 — лідери переглядів (за весь час) — музиканти— Південна Корея
- 6 — лідери переглядів (цього тисячоліття) — Південна Корея
- 6 — лідери переглядів (за місяць) — Південна Корея
- 13 — лідери переглядів (сьогодні) — музиканти — Зімбабве
- 21 — лідери переглядів (за тиждень) — музиканти
- 25 — лідери по підписникам (за весь час) — музиканти
- 54 — лідери переглядів (за весь час) — музиканти
- 93 — лідери переглядів (за місяць) — музиканти

## Дискографія
- Perfect Blue (2010)
- Irony (2011)
- the Duets (2012)
- Paint it Acoustic (2013)
- Monologue (2014)
- Two of me (2015)
- L'Atelier (2016)

## Обладнання
- Гітара: Lakewood (http://www.lakewood.de/)
- Гітарний процесор : AER (http://www.aer-amps.info)
- Струни: Elixirstrings (http://www.elixirstrings.com/)
- Звукознімач: Oval (http://www.mikigakki.com/)
- Каподастр: G7th (http://www.g7th.com/)